# Antoine Naaman
Pour les articles homonymes, voir Naaman (homonymie).
 (janvier 2023).
Antoine Youssef Naaman, né en 1920 à Port-Saïd en Égypte et décédé le 7 février 1986 à Sherbrooke, est un professeur de lettres, journaliste, éditeur, écrivain et conférencier québécois d'origine égyptienne.

## Biographie

### Débuts
Antoine commence sa carrière comme directeur du Département des langues modernes à l'Université Legon, au Ghana. À partir de 1966, il s'installe au Québec pour travailler à l'Université de Sherbrooke en tant que professeur au Département d'études françaises de la Faculté des lettres et sciences humaines. Il fait partie des professeurs émérites de l'université.
Il sort un premier livre en 1965 intitulé Les lettres d'Égypte de Gustave Flaubert d'après les manuscrit autographes aux Éditions Nizet.

### En tant qu'éditeur
En 1969, il fonde les Éditions Cosmos ainsi que le Centre d'études de littératures française de l'Université de Sherbrooke. L'année suivante, il sort le premier numéro de la revue Présence francophone qui sert de tremplin pour la littérature français du Québec. En 1973, naissent les Éditions Naaman de Sherbrooke qui existeront jusqu'en 1987 et qui offriront différents ouvrages venant du Québec principalement.

### Décès
Antoine Naman s'éteint le 7 février 1986. Il avait 65 ans.

## Après son décès
- Les Éditions Naaman de Sherbrooke fermeront un an après la mort d'Antoine.
- Une rue Antoine-Naaman existe à Sherbrooke depuis 1987[4].